# 横浜和義
横浜 和義（よこはま かずよし、1884年（明治17年）6月4日 - 1957年（昭和32年）2月18日）は、大日本帝国陸軍軍人。最終階級は陸軍少将。陸軍司政長官。

## 経歴
宮城県出身。1904年（明治37年）陸軍士官学校第16期卒業。1930年（昭和5年）8月、陸軍歩兵大佐に進級と同時に第2師団司令部附（新潟医科大学配属将校）となり、1933年（昭和8年）8月、永興湾要塞司令官に転じた。1935年（昭和10年）3月15日に待命と同時に陸軍少将に進級し、同月30日、予備役に編入。1942年（昭和17年）7月、陸軍司政長官に転出し、1944年（昭和19年）5月、退官した。
1947年（昭和22年）11月28日、公職追放仮指定を受けた。

## 栄典
位階
- 1904年（明治37年）12月8日 - 正八位[6]

勲章等
- 1940年（昭和15年）8月15日 - 紀元二千六百年祝典記念章[7]